# Bois Bonvallet
Pour les articles homonymes, voir Bonvallet.
Le bois Bonvallet est un parc public situé au nord-ouest de la ville d'Amiens dans le faubourg Saint-Maurice à proximité de l’ancienne teinturerie Bonvallet (aujourd’hui U.F.R. des Arts de l’université de Picardie)

## Historique
Le bois Bonvallet était la propriété d’un industriel amiénois, Alexandre Bonvallet, imprimeur sur étoffes. La manufacture devint ensuite une teinturerie.
La fermeture de la teinturerie et sa reconversion à la fin du XXe siècle en site universitaire a permis la mutation en parc urbain de ce bois situé en terrain marécageux.

## Caractéristiques
Ce parc de 4,5 ha a un aspect original. Cet espace arboré redessiné par Christine et Michel Péna a gardé en partie un aspect « sauvage ». Des canaux ont été  creusés, ils drainent légèrement le terrain. La plupart des arbres anciens ont été conservés. C’est un élément de l’aménagement paysager des rives de la Somme situé entre une école d’ingénieurs (ESIEE Amiens) et un site universitaire (U.F.R. des Arts et École supérieure d'art et de design d'Amiens).
Deux chemins ont été tracés à la périphérie du parc et deux autres permettent de le traverser.
Les entrées ont été aménagées avec pelouses et plantations. Des saules tressés font la transition entre les entrées et le bois. À l’intérieur du parc, des pelouses aux formes sinueuses assurent la liaison entre le chemin et le bois. Les canaux serpentent avec une végétation aquatique.
Le parc est agrémenté d’une clairière et d’un étang enjambé par une passerelle.
La décoration est complétée par des fabriques, des éclairages en bois tressé accrochés aux arbres à la manière de lanternes chinoises, des protections tressées autour des troncs conçues par l’artiste Stéphanie Buttier qui se rapproche du Land art.